# Göran Sedvall (läkare)
Karl Göran Sedvall, född 4 januari 1936 i Stockholm, död 28 december 2021 i Skivarp, var en svensk läkare.
Sedvall, som var son till folkskollärare Gösta Sedvall och Térése Sedvall, avlade studentexamen i Stockholm 1955, blev medicine kandidat vid Karolinska Institutet 1957 samt medicine licentiat, medicine doktor på avhandlingen Studier över skelettmuskulaturens vasokonstriktornerver och docent i farmakologi där 1965, docent i psykiatri där 1970, biträdande professor i neuropsykofarmakologi där 1971, i experimentell psykiatri där 1975 och professor i psykiatri där 1980. Han tjänstgjorde vid National Institute of Mental Health i Bethesda, Maryland, 1965–1966 och var gästprofessor vid Rockefeller University i New York 1984–1985.